# 마르코니 스탤리언스 FC
마르코니 스탤리언스 FC는 오스트레일리아의 시드니를 연고지로 하는 세미프로 축구 클럽이다.

## 선수 명단

### 현역
참고: FIFA 자격 규정에 따라 소속된 국가대표팀 국기를 표시합니다. 선수는 복수의 FIFA 비회원국 국적을 가지고 있을 수 있습니다.
| 번호 | 포지션 | 국적     | 이름        |
| ---- | ------ | -------- | ----------- |
| 7    | MF     | 우루과이 | 프랑코 마야 |

| 번호 | 포지션 | 국적         | 이름          |
| ---- | ------ | ------------ | ------------- |
| 15   | FW     | 아프가니스탄 | 자와드 레자이 |

## 역대 감독
| 감독        | 임기        |
| ----------- | ----------- |
| 루크 캐설리 | 2011 ~ 2012 |

틀:마르코니 스탤리언스 FC 선수 명단